# Желязко Петков
Желязко Петков Жетварски е български революционер, войвода на чета от четирима души, присъединила се в Румъния към четата на Желю войвода, на която става байрактар.

## Биография
Роден е през 1840 г. в с. Карпосча, Старозагорско.
През 1878 г. участва в боевете на Шипка като опълченец и знаменосец на Самарското знаме. Двамата с Олимпи Панов спасяват знамето от пленяване. След Руско-турската война заменя фамилното си име на Желязков.
От май 1878 г. до юни 1879 г. е Председател на Административния окръжен съвет – Стара Загора, а от 4 юни 1879 г. е Околийски началник на Казъл-агаческа околия, на мястото на Атанас Илиев, за Околийски началник на Къзъл-агаческа околия е назначен Желязко Петков Жетварски. Желязко Петков от на есента 1885 до 30 май 1886 г. е околийски началник на Каваклий (Тополовград от 1934 г.), който е център на община в околия Казълагач (Елхово). Елховски народен представител е в III и IV велики народни събрания и в няколко Обикновени народни събрания.
Умира на 30 юли 1913 г. в село Каравелово, където живее, след лошите новини от Междусъюзническата война.
В град Елхово има улица с неговото име. Бойното снаряжение на войводата се намира в Етнографско-археологически музей (Елхово). Баща е на Петко Желязков Петков (1894 – 1981) – участник във Владайското въстание, и дядо на Желязко Петков Желязков (1923 – 2000) – български анархист, политически затворник и концлагерист от 1942 до 1952 г., журналист от в. „Свободна мисъл“.

## Семейство
Желязко Петков има 5 деца. Техните имена са Руска, Петко, Зорица, Иванка и Велко.